# 吶～老師，妳不懂嗎？
《吶～老師，妳不懂嗎？》（日语：ねぇ先生、知らないの?）是日本漫畫家淺野彩的少女漫畫作品，於 小學館《Premium Cheese!》的2018年12月號開始連載，2020年11月號移籍《Cheese!》本誌。2021年7月作品單行本累計發行部數突破60萬部。
2019年改編成日本電視劇。

## 登場角色
青井華
電視劇演員：馬場富美加
少女漫畫漫畫家。
城戶理一
電視劇演員：赤楚衛二
美容師。

## 出版書籍
| 集數 | 小學館         | 小學館                 | 長鴻出版社   | 長鴻出版社         |
| 集數 | 發售日期       | ISBN                   | 發售日期     | ISBN               |
| ---- | -------------- | ---------------------- | ------------ | ------------------ |
| 1    | 2019年11月8日  | ISBN 978-4-09-870656-3 | 2021年6月2日 | ISBN 9786260055608 |
| 2    | 2019年12月26日 | ISBN 978-4-09-870812-3 | 2021年6月2日 | ISBN 9786260055615 |
| 3    | 2020年5月26日  | ISBN 978-4-09-871003-4 |              |                    |
| 4    | 2020年10月26日 | ISBN 978-4-09-871200-7 |              |                    |
| 5    | 2021年2月25日  | ISBN 978-4-09-871255-7 |              |                    |
| 6    | 2021年7月26日  | ISBN 978-4-09-871405-6 |              |                    |

## 電視劇
老師，你不知道嗎？（日语：ねぇ先生、知らないの?）為2019年12月開始在深夜電視時段「電視劇特區」播出的日本電視劇，主演爲馬場富美加。

### 主要角色
- 青井華 - 馬場富美加
- 城戶理一 - 赤楚衛二
- 星野七瀨 - 矢作穗香
- 桐谷朝陽 - 和田雅成
- 潤 - 古川毅
- 小井沼 - 宮世琉彌
- 真琴 - 反田葉月

### 工作人員
- 原作 - 淺野彩《吶～老師，妳不懂嗎？》（小學館 《Cheese!》連載中）
- 總監督 - Smith
- 片頭曲 - 真瑠梨與隆雅 「サニー」（EMI Records / 環球音樂 (日本)）
- 片尾曲 - 臉紅的思春期 「LOVE」（國王唱片）
- 監督 - 椿本慶次郎、青木達也
- 編劇 - 下田悠子
- 製作 - ソケット
- 製作著作 - 「吶～老師，妳不懂嗎？」製作委員會、每日放送

### 播出日程
| 播出集數 | 播出日期 | 日文標題 |
| -------- | -------- | -------- |
| 第1集    | 12月6日  |          |
| 第2集    | 12月13日 |          |
| 第3集    | 12月20日 |          |
| 第4集    | 12月27日 |          |
| 第5集    | 1月10日  |          |
| 第6集    | 1月17日  |          |

## 外部連結
- ねぇ先生、知らないの？ | チーズ！ネット （页面存档备份，存于）（日語）
- 電視劇特區『老師，你不知道嗎？』 - 每日放送 （页面存档备份，存于）（日語）
  - 老師，你不知道嗎？【電視劇特區公式】的X（前Twitter）（日語）
  - 老師，你不知道嗎？【電視劇特區公式】的Instagram帳戶（日語）